# 일견
일견(一見, Prima facie, on the first appearance)은 라틴어 문구로 '언뜻 보기에' 혹은 '자명한'이란 뜻을 가지고 있다. 영미법에서 형용사로 쓰이며 예로 prima facie case (언뜻 보기에 증거가 확실한 사건 즉 반증이 없으면 승소가 될 사건), prima facie evidence (일단 채택된 증거, 즉 반증이 없는한 그것으로 충분한 것)에서 쓰인다.

## 같이 보기
- 상당한 근거

## 참고 문헌
- Black's Law Dictionary 1486 (8th ed. 2004).
- 이상윤, 『영미법 - 개정판』, 박영사, 2000. (ISBN 89-10-45160-2).